# Serie A 1945-1946 (hockey su ghiaccio)
La stagione 1945-1946 è stata l'ottava del campionato svizzero di hockey su ghiaccio di seconda divisione, e ha visto la vittoria dell'Hockey-Club Château-d'Œx.

## Finale romanda
| Squadra 1    | Risultato | Squadra 2         |
| ------------ | --------- | ----------------- |
| Château-d'Œx | 10 – 1    | Visp              |
| Visp         | 2 – 2     | La Chaux-de-Fonds |
| Château-d'Œx | 4 – 1     | La Chaux-de-Fonds |

## Finale nazionale
L'Hockey-Club Château-d'Œx vinse la Serie A.

## Verdetti
| Serie A 1944-1945 | Serie A 1944-1945     |
| ----------------- | --------------------- |
| Lega Nazionale A  | Nessuna promozione    |
| Serie A           | Nessuna retrocessione |